# Cukuši (1880)
Cukuši (japonsky: 筑紫) byl nechráněný křižník japonského císařského námořnictva z 80. let 19. století, později překlasifikovaný na dělový člun. Původně byl staven pro Chile v britské loděnici, později byl zakoupen Japonskem.

## Stavba
Loď byla postavena britskou firmou Armstrong Whitworth na objednávku chilského námořnictva; původně měla být pojmenována Arturo Prat. Hlavním konstruktérem byl George Rendel. Loď měla inovativní design dle Rendelovy koncepce dělového člunu jako rychlé lodi relativně malé velikosti, ale vyzbrojené kanóny velké ráže.
Kýl lodi byl položen 2. října 1879, trup byl spuštěn na vodu 11. srpna 1880 a stavba byla dokončena 11. listopadu 1880. Chile však mezitím zrušilo objednávku této lodi kvůli ukončení války s Peru a plavidlo bylo zakoupeno Japonskem. Dvě podobná plavidla v této době zakoupila i Čína.

## Popis
Na přídi a zádi se nacházely dvě velké stacionární dělové věže, spojené jednoúrovňovou nástavbou táhnoucí se skrz střed lodi. Loď měla jeden komín a dva stěžně, na které se daly zavěsit plachty. Loď byla ocelové konstrukce, boky měly tloušťku 19 mm, paluba zřejmě 9 mm, dělové věže měly tloušťku pancíře 9 mm a velitelská věž umístěná za komínem 16 mm.
Hlavní výzbroj sestávala ze dvou 254mm kanónů střílející granáty o hmotnosti 400 liber; byly umístěny jednotlivě na přídi a zádi v stacionárních věžích. Vzhledem ke konstrukci věží bylo palebné pole omezeno podpěrami střechy, kanóny šlo naklonit o 44 stupňů vertikálně a o 70 stupňů na každou stranu. Zásoba granátů činila 100 nábojů na každé dělo. Dále na lodi byly čtyři 120mm kanóny (dva na každém boku ve stěnách nástavby), dvě 57mm děla, čtyři kulomety Hotchkiss M1873 a také dva torpédomety.
Celkově nebyla konstrukce lodi (stejně jako u čínských křižníků) úspěšná – kvůli svým malým rozměrům a nedostatečnému pancéřování byla na moři nestabilní a zranitelná vůči palbě. Přestože v době výstavby se mohla loď svou výzbrojí rovnat s nejsilnějšími bitevními loděmi, negativním rysem byla nízká rychlost střelby – jeden výstřel za cca 2,5 minuty, a původně vysoká rychlost plavidla byla brzy překonána novými typy válečných lodí.

## Služba
Během čínsko-japonské války se loď do bojů nijak zvlášť aktivně nezapojila. V září 1894 Cukuši spolu s dělovými čluny Bandžó, Čókai a Maja operovala na řece Tedong, podporovala akce pozemních sil v bitvě o Pchjongjang, zúčastnila se obsazení Lü-šun-kchou a 7. února 1895 s ostatními loděmi útočila na Wej-chaj. V tomto střetnutí utrpěl křižník lehké poškození, ztratil tři zabité členy posádky a pět zraněných.
V roce 1898 byla loď částečně modernizována. Její 57mm děla a čtyři kulomety Hotchkiss byly nahrazeny jedním 76mm kanónem, dvěma 47mm děly a 2 kulomety. Dva 381mm torpédomety byly nahrazeny 457mm. Poté byla loď překlasifikována na dělový člun.
Během rusko-japonské války byla Cukuši považována za loď malé hodnoty a používána k ochraně pobřeží. Jednou byl využita v boji při dělostřelecké podpoře pozemních jednotek během bitvy u Nanšan. Během bitvy u Cušimy patřila k 3. divizi 7. eskadry a bitvy se nezúčastnila.
25. května 1906 byla loď vyřazena a poté byla využívána pro cvičné účely až do konce roku 1909.